# Doronomyrmex kutteri
Doronomyrmex kutteri é uma espécie de formiga da família Formicidae.
É endémica da Alemanha.  

## Comportamento
A D. kutteri é uma formiga sem obreiras que parasita os formigueiros de Leptothorax acervorum. Quando invade um formigueiro, a rainha D. kutteri protege-se das obreiras L. acervorum produzindo substâncias químicas que fazem as obreiras hospedeiras lutarem umas com as outras. As rainhas já instaladas num formigueiro não são atacadas pelas obreiras ou pela rainha hospedeira; a rainha D. kutteri tem frequente contacto físico com a rainha L. acervorum, e as substancias químicas na sua cutícula são muito semelhantes às das formigas L. acervorum da mesma colónia (em comparação com formigas doutras colónias); é possivel que essa semelhança química esteja associada aos frequentes contactos entre as rainhas, e que seja responsável pela posterior aceitação da rainha invasora pelas obreiras.